# محمود حسين (كاتب)
محمود حسين هو اسم مستعار اختاره الكاتبان المصريان/ الفرنسيان عادل رأفت وبهجت النادي ليتم نشر انتاجهما الفكري تحته، ولد عادل رأفت عام 1938 في الأسكندرية بينما ولد بهجت النادي عام 1936 في مركز فارسكور في محافظة دمياط. حقق الكاتبان شهرة واسعة خاصة في فرنسا بعد تصدر كتاب السيرة قوائم الأفضل مبيعًا في فرنسا.

## مؤلفات
- الصراع الطبقي في مصر—من 1945 إلى 1970.
- العرب في الحاضر.
- نزول القرآن، ترجمة صادرة عن المكتبة الوطنية المغربية.
- السيرة: النبي بلسان صحابته